# Заподени (Васлуј)
Заподени (рум. Zăpodeni) насеље је у Румунији у округу Васлуј у општини Заподени. Oпштина се налази на надморској висини од 160 m.

## Становништво
Према подацима из 2002. године у насељу је живело 4218 становника, од којих су сви румунске националности.

### Хронологија
| Година       | 1992 | 1993 | 1994 | 1995 | 1996 | 1997 | 1998 | 1999 | 2000 | 2001 | 2002 | 2003 | 2004 | 2005 | 2006 | 2007 | 2008 | 2009 | 2010 | 2011 | 2012 | 2013 | 2014 | 2015 | 2016 | 2017 |
| ------------ | ---- | ---- | ---- | ---- | ---- | ---- | ---- | ---- | ---- | ---- | ---- | ---- | ---- | ---- | ---- | ---- | ---- | ---- | ---- | ---- | ---- | ---- | ---- | ---- | ---- | ---- |
| Становништво | 4541 | 4458 | 4369 | 4313 | 4241 | 4174 | 4169 | 4191 | 4213 | 4177 | 4161 | 4116 | 4087 | 4091 | 4076 | 4063 | 4031 | 4029 | 4007 | 4028 | 3992 | 3971 | 3907 | 3842 | 3794 | 3722 |